# Giovan Donato Lombardo
Giovan Donato Lombardo (Bitonto, ... – ...; fl. XVI secolo) è stato un attore, commediografo e commediante italiano detto il bitontino poiché nacque a Bitonto presumibilmente dopo il 1550. Fu autore di 63 prologhi per comici dell'arte, che pubblicò nel libro Novo prato di prologhi stampato in Messina nel 1589, poi seguito da varie riedizioni.
La sua commedia più conosciuta è Il fortunato amante: la sua prima edizione fu stampata in Venezia nel 1606.
In ambedue i ruoli di autore e interprete dava importanza fondamentale all'improvvisazione teatrale. Resta ignota la data della sua morte: il comune di Bitonto ha intitolato a suo nome una via per onorarne la memoria.